# Saison 2021-2022 des Pelicans de La Nouvelle-Orléans
La saison 2021-2022 des Pelicans de La Nouvelle-Orléans est la 20e saison de la franchise en National Basketball Association (NBA).
Le 16 juin 2021, l’entraîneur Stan Van Gundy est remercié par l'organisation des Pelicans après une saison passée sur le banc de l'équipe. La franchise embauche alors Willie Green comme entraîneur principal.
Le 20 août 2021, la ligue annonce que la saison régulière démarre le 19 octobre 2021, avec un format typique de 82 matchs.
Le joueur All-Star, Zion Williamson, ne joue pas un match de la saison, en raison d'une opération et d'une blessure au pied droit.
Le fait marquant de la saison réside dans l'acquisition de C. J. McCollum, courant février, qui va permettre à l'équipe de terminer avec un bilan de 36-46 et se qualifier pour le play-in tournament à la 9e place de la conférence Ouest. Ils battent les Spurs de San Antonio et les Clippers de Los Angeles lors du tournoi pour se qualifier pour les playoffs pour la première fois depuis 2018. Ils ont affronté les Suns de Phoenix, leader de la conférence, au premier tour où ils s'inlcinent en six matchs.

## Draft
| Tour | Choix | Joueur          | Poste | Nationalité | Provenance                |
| ---- | ----- | --------------- | ----- | ----------- | ------------------------- |
| 1    | 10    | Ziaire Williams | SF    | États-Unis  | Cardinal de Stanford      |
| 2    | 35    | Herbert Jones   | SF    | États-Unis  | Crimson Tide de l'Alabama |
| 2    | 40    | Jared Butler    | SG    | États-Unis  | Bears de Baylor           |
| 2    | 43    | Greg Brown III  | PF    | États-Unis  | Longhorns du Texas        |

## Matchs

### Summer League
| Summer League Total: 5-0 |

| Match | Date match | Équipe        | Score        | Meilleur marqueur    | Meilleur rebondeur  | Meilleur passeur    | Lieux                | Série |
| ----- | ---------- | ------------- | ------------ | -------------------- | ------------------- | ------------------- | -------------------- | ----- |
| 1     | 9 août     | Chicago       | V 95-77      | Trey Murphy III (26) | Trey Murphy III (9) | Kira Lewis Jr. (7)  | Cox Pavilion         | 1 - 0 |
| 2     | 11 août    | Oklahoma City | V 80-65      | Naji Marshall (18)   | Naji Marshall (11)  | Kira Lewis Jr. (5)  | Cox Pavilion         | 2 - 0 |
| 3     | 13 août    | Cleveland     | V 87-74      | Kira Lewis Jr. (22)  | Naji Marshall (11)  | Trey Murphy III (7) | Thomas & Mack Center | 3 - 0 |
| 4     | 15 août    | Golden State  | V 80-79 (OT) | Trey Murphy III (22) | Naji Marshall (12)  | Kira Lewis Jr. (8)  | Cox Pavilion         | 4 - 0 |
| 5     | 17 août    | Minnesota     | V 87-59      | Daulton Hommes (17)  | Naji Marshall (10)  | Naji Marshall (10)  | Cox Pavilion         | 5 - 0 |

### Pré-saison
| Pré-saison Total: 1-3 (Domicile : 1-0; Extérieur : 0-3) |

| Match | Date match | Équipe      | Score     | Meilleur marqueur             | Meilleur rebondeur    | Meilleur passeur          | Lieux Spectateurs              | Série |
| ----- | ---------- | ----------- | --------- | ----------------------------- | --------------------- | ------------------------- | ------------------------------ | ----- |
| 1     | 4 octobre  | @ Minnesota | D 114-117 | Nickeil Alexander-Walker (22) | Hart, Marshall (7)    | Tomáš Satoranský (4)      | Target Center 5 715            | 0 - 1 |
| 2     | 6 octobre  | Orlando     | V 104-86  | Trey Murphy III (20)          | Jonas Valančiūnas (9) | Devonte' Graham (7)       | Smoothie King Center 12 407    | 1 - 1 |
| 3     | 8 octobre  | @ Chicago   | D 85-121  | Trey Murphy III (17)          | Trey Murphy III (10)  | Jonas Valančiūnas (3)     | United Center 13 909           | 1 - 2 |
| 4     | 11 octobre | @ Utah      | D 96-127  | Devonte' Graham (14)          | Jonas Valančiūnas (6) | Lewis Jr., Murphy III (4) | Vivint Smart Home Arena 15 535 | 1 - 3 |

### Saison régulière
| Saison régulière Total: 36-46 (Domicile : 19-22; Extérieur : 17-24) |

| Match | Date match | Équipe       | Score     | Meilleur marqueur      | Meilleur rebondeur      | Meilleur passeur    | Lieux Spectateurs           | Série |
| ----- | ---------- | ------------ | --------- | ---------------------- | ----------------------- | ------------------- | --------------------------- | ----- |
| 1     | 20 octobre | Philadelphie | D 97-117  | Brandon Ingram (25)    | Jonas Valančiūnas (12)  | Brandon Ingram (6)  | Smoothie King Center 12 845 | 0 - 1 |
| 2     | 22 octobre | @ Chicago    | D 112-128 | Brandon Ingram (26)    | Ingram, Valančiūnas (8) | Brandon Ingram (8)  | United Center 20 995        | 0 - 2 |
| 3     | 23 octobre | @ Minnesota  | D 89-96   | Brandon Ingram (27)    | Jonas Valančiūnas (17)  | Brandon Ingram (4)  | Target Center 15 343        | 0 - 3 |
| 4     | 25 octobre | @ Minnesota  | V 107-98  | Brandon Ingram (30)    | Jonas Valančiūnas (23)  | Devonte' Graham (7) | Target Center 14 435        | 1 - 3 |
| 5     | 27 octobre | Atlanta      | D 99-102  | Devonte' Graham (21)   | Jonas Valančiūnas (15)  | Devonte' Graham (6) | Smoothie King Center 15 541 | 1 - 4 |
| 6     | 29 octobre | Sacramento   | D 109-113 | Jonas Valančiūnas (24) | Jonas Valančiūnas (13)  | Brandon Ingram (6)  | Smoothie King Center 17 507 | 1 - 5 |
| 7     | 30 octobre | New York     | D 117-123 | Jonas Valančiūnas (27) | Jonas Valančiūnas (14)  | Devonte' Graham (8) | Smoothie King Center 16 508 | 1 - 6 |

| Match | Date match  | Équipe          | Score     | Meilleur marqueur             | Meilleur rebondeur     | Meilleur passeur                 | Lieux Spectateurs               | Série  |
| ----- | ----------- | --------------- | --------- | ----------------------------- | ---------------------- | -------------------------------- | ------------------------------- | ------ |
| 8     | 2 novembre  | @ Phoenix       | D 100-112 | Jonas Valančiūnas (23)        | Jonas Valančiūnas (14) | Devonte' Graham (6)              | Footprint Center 14 323         | 1 - 7  |
| 9     | 3 novembre  | @ Sacramento    | D 99-112  | Alexander-Walker, Graham (16) | Jonas Valančiūnas (11) | Devonte' Graham (7)              | Golden 1 Center                 | 1 - 8  |
| 10    | 5 novembre  | @ Golden State  | D 85-126  | Jonas Valančiūnas (20)        | Jonas Valančiūnas (15) | Satoranský, Valančiūnas (4)      | Chase Center 18 064             | 1 - 9  |
| 11    | 8 novembre  | @ Dallas        | D 92-108  | Hart, Valančiūnas (22)        | Jonas Valančiūnas (11) | Devonte' Graham (10)             | American Airlines Center 19 231 | 1 - 10 |
| 12    | 10 novembre | Oklahoma City   | D 100-108 | Nickeil Alexander-Walker (33) | Jonas Valančiūnas (15) | Garrett Temple (5)               | Smoothie King Center 15 355     | 1 - 11 |
| 13    | 12 novembre | Brooklyn        | D 112-120 | Jonas Valančiūnas (20)        | Jonas Valančiūnas (12) | Graham, Satoranský (6)           | Smoothie King Center 14 650     | 1 - 12 |
| 14    | 13 novembre | Memphis         | V 112-101 | Nickeil Alexander-Walker (21) | Jonas Valančiūnas (9)  | Josh Hart (11)                   | Smoothie King Center 14 258     | 2 - 12 |
| 15    | 15 novembre | @ Washington    | D 100-105 | Brandon Ingram (31)           | Josh Hart (12)         | Josh Hart (5)                    | Capital One Arena 13 914        | 2 - 13 |
| 16    | 17 novembre | @ Miami         | D 98-113  | Nickeil Alexander-Walker (24) | Jonas Valančiūnas (8)  | Brandon Ingram (5)               | FTX Arena 19 600                | 2 - 14 |
| 17    | 19 novembre | L.A. Clippers   | V 94-81   | Jonas Valančiūnas (26)        | Jonas Valančiūnas (13) | Brandon Ingram (5)               | Smoothie King Center 15 274     | 3 - 14 |
| 18    | 20 novembre | @ Indiana       | D 94-111  | Jonas Valančiūnas (19)        | Jonas Valančiūnas (13) | Alexander-Walker, Ingram (4)     | Gainbridge Fieldhouse 15 081    | 3 - 15 |
| 19    | 22 novembre | Minnesota       | D 96-110  | Willy Hernangómez (19)        | Willy Hernangómez (11) | Kira Lewis Jr. (6)               | Smoothie King Center 15 689     | 3 - 16 |
| 20    | 24 novembre | Washington      | V 127-102 | Brandon Ingram (26)           | Jonas Valančiūnas (11) | Alexander-Walker, Satoranský (5) | Smoothie King Center 14 659     | 4 - 16 |
| 21    | 26 novembre | @ Utah          | V 98-97   | Brandon Ingram (21)           | Jonas Valančiūnas (10) | Trois joueurs (5)                | Vivint Smart Home Arena 18 306  | 5 - 16 |
| 22    | 27 novembre | @ Utah          | D 105-127 | Jaxson Hayes (15)             | Jonas Valančiūnas (12) | Jose Alvarado (5)                | Vivint Smart Home Arena 18 306  | 5 - 17 |
| 23    | 29 novembre | @ L.A. Clippers | V 123-104 | Jonas Valančiūnas (39)        | Jonas Valančiūnas (15) | Josh Hart (9)                    | Staples Center 15 691           | 6 - 17 |

| Match | Date match   | Équipe          | Score          | Meilleur marqueur      | Meilleur rebondeur           | Meilleur passeur             | Lieux Spectateurs               | Série   |
| ----- | ------------ | --------------- | -------------- | ---------------------- | ---------------------------- | ---------------------------- | ------------------------------- | ------- |
| 24    | 1er décembre | Dallas          | D 107-139      | Brandon Ingram (29)    | Hernangómez, Valančiūnas (5) | Devonte' Graham (6)          | Smoothie King Center 15 558     | 6 - 18  |
| 25    | 3 décembre   | @ Dallas        | V 107-91       | Brandon Ingram (24)    | Willy Hernangómez (14)       | Brandon Ingram (12)          | American Airlines Center 19 218 | 7 - 18  |
| 26    | 5 décembre   | @ Houston       | D 108-118      | Brandon Ingram (40)    | Willy Hernangómez (14)       | Nickeil Alexander-Walker (5) | Toyota Center 14 771            | 7 - 19  |
| 27    | 8 décembre   | Denver          | D 114-120 (OT) | Jonas Valančiūnas (27) | Jonas Valančiūnas (11)       | Josh Hart (8)                | Smoothie King Center 15 035     | 7 - 20  |
| 28    | 10 décembre  | Détroit         | V 109-93       | Brandon Ingram (26)    | Josh Hart (13)               | Hart, Ingram (5)             | Smoothie King Center 15 828     | 8 - 20  |
| 29    | 12 décembre  | @ San Antonio   | D 97-112       | Brandon Ingram (27)    | Jonas Valančiūnas (12)       | Brandon Ingram (9)           | AT&T Center 14 990              | 8 - 21  |
| 30    | 15 décembre  | @ Oklahoma City | V 113-110      | Brandon Ingram (34)    | Jonas Valančiūnas (16)       | Devonte' Graham (8)          | Paycom Center 13 253            | 9 - 21  |
| 31    | 17 décembre  | Milwaukee       | V 116-112 (OT) | Devonte' Graham (26)   | Josh Hart (15)               | Josh Hart (8)                | Smoothie King Center 15 504     | 10 - 21 |
| -     | 19 décembre  | @ Philadelphie  | Reporté        | Reporté                | Reporté                      | Reporté                      | Wells Fargo Center              | -       |
| 32    | 21 décembre  | Portland        | V 111-97       | Brandon Ingram (28)    | Jonas Valančiūnas (16)       | Brandon Ingram (8)           | Smoothie King Center 15 272     | 11 - 21 |
| 33    | 23 décembre  | @ Orlando       | V 110-104      | Brandon Ingram (31     | Willy Hernangómez (16)       | Devonte' Graham (6)          | Amway Center 13 954             | 12 - 21 |
| 34    | 26 décembre  | @ Oklahoma City | D 112-117      | Josh Hart (29)         | Josh Hart (10)               | Devonte' Graham (8)          | Paycom Center 15 608            | 12 - 22 |
| 35    | 28 décembre  | Cleveland       | V 108-104      | Herbert Jones (26)     | Jonas Valančiūnas (10)       | Graham, Satoranský (5)       | Smoothie King Center 15 838     | 13 - 22 |

| Match | Date match  | Équipe         | Score     | Meilleur marqueur             | Meilleur rebondeur     | Meilleur passeur             | Lieux Spectateurs                 | Série   |
| ----- | ----------- | -------------- | --------- | ----------------------------- | ---------------------- | ---------------------------- | --------------------------------- | ------- |
| 36    | 1er janvier | @ Milwaukee    | D 113-136 | Jaxson Hayes (23)             | Josh Hart (11)         | Josh Hart (9)                | Fiserv Forum 17 341               | 13 - 23 |
| 37    | 3 janvier   | Utah           | D 104-115 | Jonas Valančiūnas (25)        | Hart, Valančiūnas (9)  | Brandon Ingram (7            | Smoothie King Center 15 057       | 13 - 24 |
| 38    | 4 janvier   | Phoenix        | D 110-123 | Devonte' Graham (28)          | Jonas Valančiūnas (16) | Devonte' Graham (6)          | Smoothie King Center 15 158       | 13 - 25 |
| 39    | 6 janvier   | Golden State   | V 101-96  | Brandon Ingram (32            | Brandon Ingram (11     | Brandon Ingram (6            | Smoothie King Center 15 986       | 14 - 25 |
| 40    | 9 janvier   | @ Toronto      | D 101-105 | Brandon Ingram (22            | Jonas Valančiūnas (17) | Garrett Temple (6)           | Scotiabank Arena 0                | 14 - 26 |
| 41    | 11 janvier  | Minnesota      | V 128-125 | Brandon Ingram (33            | Jonas Valančiūnas (12) | Brandon Ingram (9            | Smoothie King Center 15 155       | 15 - 26 |
| 42    | 13 janvier  | L.A. Clippers  | V 113-89  | Brandon Ingram (24            | Jonas Valančiūnas (16) | Devonte' Graham (7)          | Smoothie King Center 15 406       | 16 - 26 |
| 43    | 15 janvier  | @ Brooklyn     | D 105-120 | Brandon Ingram (22)           | Josh Hart (11)         | Brandon Ingram (8)           | Barclays Center 17 034            | 16 - 27 |
| 44    | 17 janvier  | @ Boston       | D 92-104  | Jonas Valančiūnas (22)        | Jonas Valančiūnas (14) | Brandon Ingram (6            | TD Garden 19 156                  | 16 - 28 |
| 45    | 20 janvier  | @ New York     | V 102-91  | Jonas Valančiūnas (18)        | Jonas Valančiūnas (10) | Brandon Ingram (6            | Madison Square Garden 16 168      | 17 - 28 |
| 46    | 24 janvier  | Indiana        | V 117-113 | Devonte' Graham (25)          | Jonas Valančiūnas (12) | Trois joueurs (6)            | Smoothie King Center 15 581       | 18 - 28 |
| 47    | 25 janvier  | @ Philadelphie | D 107-117 | Nickeil Alexander-Walker (31) | Willy Hernangómez (10) | Trois joueurs (5)            | Wells Fargo Center 20 121         | 18 - 29 |
| 48    | 28 janvier  | Denver         | D 105-116 | Herbert Jones (19)            | Willy Hernangómez (16) | Devonte' Graham (5)          | Smoothie King Center 15 254       | 18 - 30 |
| 49    | 29 janvier  | Boston         | D 97-107  | Jose Alvarado (19)            | Josh Hart (13)         | Nickeil Alexander-Walker (5) | Smoothie King Center 16 168       | 18 - 31 |
| 50    | 31 janvier  | @ Cleveland    | D 90-93   | Devonte' Graham (20)          | Graham, Hart (10)      | Nickeil Alexander-Walker (5) | Rocket Mortgage FieldHouse 17 637 | 18 - 32 |

| Match                  | Date match  | Équipe        | Score     | Meilleur marqueur   | Meilleur rebondeur     | Meilleur passeur     | Lieux Spectateurs           | Série   |
| ---------------------- | ----------- | ------------- | --------- | ------------------- | ---------------------- | -------------------- | --------------------------- | ------- |
| 51                     | 1er février | @ Détroit     | V 111-101 | Brandon Ingram (26) | Jonas Valančiūnas (13) | Jose Alvarado (6)    | Little Caesars Arena 15 499 | 19 - 32 |
| 52                     | 4 février   | @ Denver      | V 113-105 | Herbert Jones (25)  | Jaxson Hayes (11)      | Brandon Ingram (12)  | Ball Arena 16 152           | 20 - 32 |
| 53                     | 6 février   | @ Houston     | V 120-107 | Brandon Ingram (33  | Hart, Hayes (7)        | Brandon Ingram (12   | Toyota Center 15 702        | 21 - 32 |
| 54                     | 8 février   | Houston       | V 110-97  | Brandon Ingram (26  | Herbert Jones (11)     | Devonte' Graham (8)  | Smoothie King Center 15 121 | 22 - 32 |
| 55                     | 10 février  | Miami         | D 97-112  | Jose Alvarado (17)  | Clark, Valančiūnas (9) | C. J. McCollum (5)   | Smoothie King Center 16 672 | 22 - 33 |
| 56                     | 12 février  | San Antonio   | D 114-124 | C. J. McCollum (36) | Jonas Valančiūnas (12) | Graham, McCollum (5) | Smoothie King Center 16 615 | 22 - 34 |
| 57                     | 14 février  | Toronto       | V 120-90  | C. J. McCollum (23) | Brandon Ingram (11)    | Brandon Ingram (8)   | Smoothie King Center 15 319 | 23 - 34 |
| 58                     | 15 février  | Memphis       | D 109-121 | C. J. McCollum (30) | C. J. McCollum (6)     | C. J. McCollum (7)   | Smoothie King Center 15 901 | 23 - 35 |
| 59                     | 17 février  | Dallas        | D 118-125 | C. J. McCollum (38) | Jonas Valančiūnas (18) | Brandon Ingram (8)   | Smoothie King Center 15 906 | 23 - 36 |
| NBA All-Star Game 2022 |             |               |           |                     |                        |                      |                             |         |
| 60                     | 25 février  | @ Phoenix     | V 117-102 | C. J. McCollum (32) | Jonas Valančiūnas (17) | Brandon Ingram (7)   | Footprint Center 17 071     | 24 - 36 |
| 61                     | 27 février  | @ L.A. Lakers | V 123-95  | C. J. McCollum (22) | Jonas Valančiūnas (10) | Ingram, McCollum (8) | Crypto.com Arena 17 536     | 25 - 36 |

| Match | Date match | Équipe        | Score          | Meilleur marqueur      | Meilleur rebondeur         | Meilleur passeur      | Lieux Spectateurs           | Série   |
| ----- | ---------- | ------------- | -------------- | ---------------------- | -------------------------- | --------------------- | --------------------------- | ------- |
| 62    | 2 mars     | Sacramento    | V 125-95       | Brandon Ingram (33)    | Jonas Valančiūnas (14)     | C. J. McCollum (9)    | Smoothie King Center 15 490 | 26 - 36 |
| 63    | 4 mars     | Utah          | V 124-90       | Brandon Ingram (29)    | Hernangómez, Ingram (8)    | Brandon Ingram (6)    | Smoothie King Center 16 178 | 27 - 36 |
| 64    | 6 mars     | @ Denver      | D 130-138 (OT) | Brandon Ingram (38)    | Jonas Valančiūnas (14)     | Ingram, McCollum (9)  | Ball Arena 14 962           | 27 - 37 |
| 65    | 8 mars     | @ Memphis     | D 111-132      | C. J. McCollum (32)    | Willy Hernangómez (9)      | C. J. McCollum (11)   | FedExForum 16 433           | 27 - 38 |
| 66    | 9 mars     | Orlando       | D 102-108      | C. J. McCollum (32)    | Jonas Valančiūnas (15)     | C. J. McCollum (8)    | Smoothie King Center 15 633 | 27 - 39 |
| 67    | 11 mars    | Charlotte     | D 120-142      | Trey Murphy III (32)   | Trey Murphy III (9)        | Herbert Jones (8)     | Smoothie King Center 16 838 | 27 - 40 |
| 68    | 13 mars    | Houston       | V 130-105      | Jonas Valančiūnas (32) | Marshall, Valančiūnas (10) | Jose Alvarado (10)    | Smoothie King Center 15 683 | 28 - 40 |
| 69    | 15 mars    | Phoenix       | D 115-131      | Herbert Jones (22)     | Jonas Valančiūnas (12)     | C. J. McCollum (9)    | Smoothie King Center 16 789 | 28 - 41 |
| 70    | 18 mars    | @ San Antonio | V 124-91       | C. J. McCollum (20)    | Jonas Valančiūnas (12)     | Jose Alvarado (5)     | AT&T Center 18 354          | 29 - 41 |
| 71    | 20 mars    | @ Atlanta     | V 117-112      | Jonas Valančiūnas (26) | Hayes, Valančiūnas (12)    | C. J. McCollum (8)    | State Farm Arena 17 123     | 30 - 41 |
| 72    | 21 mars    | @ Charlotte   | D 103-106      | C. J. McCollum (27)    | Jonas Valančiūnas (18)     | C. J. McCollum (6)    | Spectrum Center 13 351      | 30 - 42 |
| 73    | 24 mars    | Chicago       | V 126-109      | Devonte' Graham (30)   | Jonas Valančiūnas (19)     | Jose Alvarado (7)     | Smoothie King Center 13 973 | 31 - 42 |
| 74    | 26 mars    | San Antonio   | D 103-107      | C. J. McCollum (32)    | Jonas Valančiūnas (11)     | Jonas Valančiūnas (6) | Smoothie King Center 13 097 | 31 - 43 |
| 75    | 27 mars    | L.A. Lakers   | V 116-108      | Brandon Ingram (26)    | Jonas Valančiūnas (12)     | C. J. McCollum (6)    | Smoothie King Center 18 516 | 32 - 43 |
| 76    | 30 mars    | @ Portland    | V 117-107      | C. J. McCollum (25)    | Jonas Valančiūnas (11)     | Brandon Ingram (6)    | Moda Center 18 551          | 33 - 43 |

| Match | Date match | Équipe          | Score     | Meilleur marqueur   | Meilleur rebondeur      | Meilleur passeur     | Lieux Spectateurs           | Série   |
| ----- | ---------- | --------------- | --------- | ------------------- | ----------------------- | -------------------- | --------------------------- | ------- |
| 77    | 1er avril  | @ L.A. Lakers   | V 114-111 | C. J. McCollum (32) | Jonas Valančiūnas (12)  | Brandon Ingram (7)   | Crypto.com Arena 18 997     | 34 - 43 |
| 78    | 3 avril    | @ L.A. Clippers | D 100-119 | C. J. McCollum (19) | Jaxson Hayes (10)       | Ingram, McCollum (4) | Crypto.com Arena 16 840     | 34 - 44 |
| 79    | 5 avril    | @ Sacramento    | V 123-109 | Jaxson Hayes (23)   | Hayes, Hernangómez (12) | Brandon Ingram (8)   | Golden 1 Center 16 047      | 35 - 44 |
| 80    | 7 avril    | Portland        | V 127-94  | C. J. McCollum (23) | Willy Hernangómez (14)  | Jose Alvarado (9)    | Smoothie King Center 12 432 | 36 - 44 |
| 81    | 9 avril    | @ Memphis       | D 114-141 | C. J. McCollum (16) | Willy Hernangómez (10)  | Jose Alvarado (5)    | FedExForum 17 207           | 36 - 45 |
| 82    | 10 avril   | Golden State    | D 107-128 | Naji Marshall (19)  | Willy Hernangómez (9)   | Jared Harper (9)     | Smoothie King Center 16 595 | 36 - 46 |

### Play-in tournament
| Play-in Total: 2-0 (Domicile : 1-0; Extérieur : 1-0) |

| Match | Date match | Équipe      | Score     | Meilleur marqueur   | Meilleur rebondeur     | Meilleur passeur   | Lieux Spectateurs           | Série |
| ----- | ---------- | ----------- | --------- | ------------------- | ---------------------- | ------------------ | --------------------------- | ----- |
| 1     | 13 avril   | San Antonio | V 113-103 | C. J. McCollum (32) | Jonas Valančiūnas (14) | C. J. McCollum (7) | Smoothie King Center 18 160 | 1 - 0 |

| Match | Date match | Équipe          | Score     | Meilleur marqueur   | Meilleur rebondeur   | Meilleur passeur   | Lieux Spectateurs       | Série |
| ----- | ---------- | --------------- | --------- | ------------------- | -------------------- | ------------------ | ----------------------- | ----- |
| 1     | 13 avril   | @ L.A. Clippers | V 105-101 | Brandon Ingram (30) | Larry Nance Jr. (16) | Brandon Ingram (6) | Crypto.com Arena 19 068 | 1 - 0 |

### Playoffs
| Playoffs Total: 2-4 (Domicile : 1-2; Extérieur : 1-2) |

| Match | Date match | Équipe    | Score     | Meilleur marqueur   | Meilleur rebondeur         | Meilleur passeur     | Lieux Spectateurs           | Série |
| ----- | ---------- | --------- | --------- | ------------------- | -------------------------- | -------------------- | --------------------------- | ----- |
| 1     | 17 avril   | @ Phoenix | D 99-110  | C. J. McCollum (25) | Jonas Valančiūnas (25)     | C. J. McCollum (6)   | Footprint Center 17 071     | 0 - 1 |
| 2     | 19 avril   | @ Phoenix | V 125-114 | Brandon Ingram (37) | Jonas Valančiūnas (13)     | Ingram, McCollum (9) | Footprint Center 17 071     | 1 - 1 |
| 3     | 22 avril   | Phoenix   | D 111-114 | Brandon Ingram (34) | Jonas Valančiūnas (11)     | C. J. McCollum (7)   | Smoothie King Center 18 962 | 1 - 2 |
| 4     | 24 avril   | Phoenix   | V 118-103 | Brandon Ingram (30) | Jonas Valančiūnas (15)     | Brandon Ingram (5)   | Smoothie King Center 18 962 | 2 - 2 |
| 5     | 26 avril   | @ Phoenix | D 97-112  | Brandon Ingram (22) | Jonas Valančiūnas (14)     | Ingram, McCollum (5) | Footprint Center 17 071     | 2 - 3 |
| 6     | 28 avril   | Phoenix   | D 109-115 | Brandon Ingram (21) | Nance Jr., Valančiūnas (8) | Brandon Ingram (11)  | Smoothie King Center 18 710 | 2 - 4 |

### Confrontations en saison régulière
| Conférence Est      | Conférence Est                              | Conférence Est                              | Conférence Ouest                            | Conférence Ouest                            | Conférence Ouest                            | Conférence Ouest                            | Conférence Ouest                            |
| Division Atlantique | Division Atlantique                         | Division Atlantique                         | Division Nord-Ouest                         | Division Nord-Ouest                         | Division Nord-Ouest                         | Division Nord-Ouest                         | Division Nord-Ouest                         |
| Équipe              | Domicile                                    | Extérieur                                   | Équipe                                      | Domicile                                    | Domicile                                    | Extérieur                                   | Extérieur                                   |
| ------------------- | ------------------------------------------- | ------------------------------------------- | ------------------------------------------- | ------------------------------------------- | ------------------------------------------- | ------------------------------------------- | ------------------------------------------- |
| Boston              | 97-107                                      | 92-104                                      | Denver                                      | 114-120 (OT)                                | 105-116                                     | 113-105                                     | 130-138 (OT)                                |
| Brooklyn            | 112-120                                     | 105-120                                     | Minnesota                                   | 96-110                                      | 128-125                                     | 89-96                                       | 107-98                                      |
| New York            | 117-123                                     | 102-91                                      | Oklahoma City                               | 100-108                                     |                                             | 113-110                                     | 112-117                                     |
| Philadelphie        | 97-117                                      | 107-117                                     | Portland                                    | 111-97                                      | 127-94                                      | 117-107                                     |                                             |
| Toronto             | 120-90                                      | 101-105                                     | Utah                                        | 104-115                                     | 124-90                                      | 99-97                                       | 105-127                                     |
|                     | 1-4                                         | 1-4                                         |                                             | 4-5                                         | 4-5                                         | 5-4                                         | 5-4                                         |
| Division            | 2-8                                         | 2-8                                         | Division                                    | 9-9                                         | 9-9                                         | 9-9                                         | 9-9                                         |
| Division Centrale   | Division Centrale                           | Division Centrale                           | Division Pacifique                          | Division Pacifique                          | Division Pacifique                          | Division Pacifique                          | Division Pacifique                          |
| Équipe              | Domicile                                    | Extérieur                                   | Équipe                                      | Domicile                                    | Domicile                                    | Extérieur                                   | Extérieur                                   |
| Chicago             | 126-109                                     | 112-128                                     | Golden State                                | 101-96                                      | 107-128                                     | 85-126                                      |                                             |
| Cleveland           | 108-104                                     | 90-93                                       | L.A. Clippers                               | 94-81                                       | 113-89                                      | 123-104                                     | 110-119                                     |
| Detroit             | 109-93                                      | 111-101                                     | L.A. Lakers                                 | 116-108                                     |                                             | 123-95                                      | 114-111                                     |
| Indiana             | 117-113                                     | 94-111                                      | Phoenix                                     | 110-123                                     | 115-131                                     | 100-112                                     | 117-102                                     |
| Milwaukee           | 116-112 (OT)                                | 113-136                                     | Sacramento                                  | 109-113                                     | 125-95                                      | 99-112                                      | 123-109                                     |
|                     | 5-0                                         | 1-4                                         |                                             | 5-4                                         | 5-4                                         | 5-4                                         | 5-4                                         |
| Division            | 6-4                                         | 6-4                                         | Division                                    | 10-8                                        | 10-8                                        | 10-8                                        | 10-8                                        |
| Division Sud-Est    | Division Sud-Est                            | Division Sud-Est                            | Division Sud-Ouest                          | Division Sud-Ouest                          | Division Sud-Ouest                          | Division Sud-Ouest                          | Division Sud-Ouest                          |
| Équipe              | Domicile                                    | Extérieur                                   | Équipe                                      | Domicile                                    | Domicile                                    | Extérieur                                   | Extérieur                                   |
| Atlanta             | 99-102                                      | 117-112                                     | Dallas                                      | 107-139                                     | 118-125                                     | 92-108                                      | 107-91                                      |
| Charlotte           | 120-142                                     | 103-106                                     | Houston                                     | 110-97                                      | 130-105                                     | 108-118                                     | 120-107                                     |
| Miami               | 97-112                                      | 98-113                                      | Memphis                                     | 112-101                                     | 109-121                                     | 111-132                                     | 114-141                                     |
| Orlando             | 102-108                                     | 110-104                                     |                                             |                                             |                                             |                                             |                                             |
| Washington          | 127-102                                     | 100-105                                     | San Antonio                                 | 114-124                                     | 103-107                                     | 97-112                                      | 124-91                                      |
|                     | 1-4                                         | 2-3                                         |                                             | 3-5                                         | 3-5                                         | 3-5                                         | 3-5                                         |
| Division            | 3-7                                         | 3-7                                         | Division                                    | 6-10                                        | 6-10                                        | 6-10                                        | 6-10                                        |
| Conférence          | 11-19 (Domicile : 7-8; Extérieur : 4-11)    | 11-19 (Domicile : 7-8; Extérieur : 4-11)    | Conférence                                  | 25-27 (Domicile : 12-14; Extérieur : 13-13) | 25-27 (Domicile : 12-14; Extérieur : 13-13) | 25-27 (Domicile : 12-14; Extérieur : 13-13) | 25-27 (Domicile : 12-14; Extérieur : 13-13) |
| Total               | 36-46 (Domicile : 19-22; Extérieur : 17-24) | 36-46 (Domicile : 19-22; Extérieur : 17-24) | 36-46 (Domicile : 19-22; Extérieur : 17-24) | 36-46 (Domicile : 19-22; Extérieur : 17-24) | 36-46 (Domicile : 19-22; Extérieur : 17-24) | 36-46 (Domicile : 19-22; Extérieur : 17-24) | 36-46 (Domicile : 19-22; Extérieur : 17-24) |

## Classements
| Conférence Ouest | Conférence Ouest                    | Conférence Ouest | Conférence Ouest | Conférence Ouest | Conférence Ouest | Conférence Ouest | Conférence Ouest |
| No               | Franchise                           | Vic.             | Def.             | MJ               | V/D              | GB               |                  |
| ---------------- | ----------------------------------- | ---------------- | ---------------- | ---------------- | ---------------- | ---------------- | ---------------- |
| 1                | z - Suns de Phoenix                 | 64               | 18               | 82               | .780             | –                |                  |
| 2                | y - Grizzlies de Memphis            | 56               | 26               | 82               | .683             | 8                |                  |
| 3                | x - Warriors de Golden State        | 53               | 29               | 82               | .646             | 11               |                  |
| 4                | x - Mavericks de Dallas             | 52               | 30               | 82               | .634             | 12               |                  |
| 5                | y - Jazz de l'Utah                  | 49               | 33               | 82               | .598             | 15               |                  |
| 6                | x - Nuggets de Denver               | 48               | 34               | 82               | .585             | 16               |                  |
|                  |                                     |                  |                  |                  |                  |                  |                  |
| 7                | x - Timberwolves du Minnesota       | 46               | 36               | 82               | .561             | 18               |                  |
| 8                | pi - Clippers de Los Angeles        | 42               | 40               | 82               | .512             | 22               |                  |
| 9                | x - Pelicans de La Nouvelle-Orléans | 36               | 46               | 82               | .439             | 28               |                  |
| 10               | pi - Spurs de San Antonio           | 34               | 48               | 82               | .415             | 30               |                  |
|                  |                                     |                  |                  |                  |                  |                  |                  |
| 11               | o - Lakers de Los Angeles           | 33               | 49               | 82               | .402             | 31               |                  |
| 12               | o - Kings de Sacramento             | 30               | 52               | 82               | .366             | 34               |                  |
| 13               | o - Trail Blazers de Portland       | 27               | 55               | 82               | .329             | 37               |                  |
| 14               | o - Thunder d'Oklahoma City         | 24               | 58               | 82               | .293             | 40               |                  |
| 15               | o - Rockets de Houston              | 20               | 62               | 82               | .244             | 44               |                  |

| Division Sud-Ouest           | V  | D  | MJ | V/D  | GB | Dom   | Ext   | Div  |
| ---------------------------- | -- | -- | -- | ---- | -- | ----- | ----- | ---- |
| y - Grizzlies de Memphis     | 56 | 26 | 82 | .683 | –  | 30–11 | 26–15 | 11–5 |
| x - Mavericks de Dallas      | 52 | 30 | 82 | .634 | 4  | 29–12 | 23–18 | 14–2 |
| x - Pelicans de Nlle-Orléans | 36 | 46 | 82 | .439 | 20 | 19–22 | 17–24 | 6–10 |
| o - Spurs de San Antonio     | 34 | 48 | 82 | .415 | 22 | 16–25 | 18–23 | 6–10 |
| o - Rockets de Houston       | 20 | 62 | 82 | .244 | 36 | 11–30 | 9–32  | 3–13 |